# Mediafax Group
Mediafax Group S.A. este un trust media din România, înființat în anul 2010, care reunește afacerile de print, online și agenție de presă ale omului de afaceri Adrian Sârbu. Fondatorii grupului sunt companiile Publimedia International, Apropo Media, Mediafax și Alerria Management Company, o companie deținută de Adrian Sârbu și de compania cipriotă Rootland Trading Limited.
În aprilie 2012, Mediafax Group a preluat licențele GQ și Glamour de la Condé Nast International.
În aprilie 2018, Mediafax Group a lansat publicația de specialitate Monitorul Apărării și Securității.
În anul 2019, Radu Budeanu, fondatorul Ciao! și al Cancan, cumpără mărcile Gândul, Descoperă, CSID, Apropo TV și Go4IT, de la Adrian Sârbu, proprietarul Mediafax Group.

## Prezentare generală
Mediafax Group deține ziare, reviste, mai multe site-uri și produse media. 

### Publicații printate (și online)
Monitoruljustitiei Arhivat în 21 iunie 2020, la Wayback Machine.
- Ziarul Financiar (ziar economic)
- Business Magazin (săptămânal economic)
- Monitorul Apărării și Securității (revistă militară cu apariție trimestrială)

### Online
- Mediafax (știri)

### Publicații printate și online deținute în trecut
- ProSport (ziar sportiv)
- ProMotor.ro (auto)
- PlayBoy (revistă bărbați)
- GQ (revistă bărbați)
- ONE (revistă femei, condusă de Andreea Esca)
- Glamour (revistă femei)
- ProTV Magazin (săptămânal cu programul TV)
- Gândul (știri; varianta printată a fost retrasă în aprilie 2011)[5]
- CSID (lifestyle)
- go4it.ro (tehnologie)
- Descoperă (știință, curiozități)
- apropotv.ro (portal, divertisment)